# Yponomeuta calculosa
Yponomeuta calculosa is een vlinder uit de familie van de stippelmotten (Yponomeutidae). Yponomeuta calculosa werd in beschreven door Edward Meyrick.